# 808
سنة 808 م هي سنة كبيسة بدأت بوم السبت حسب التقويم اليولياني.

## أحداث
- 4 يناير – تأسيس مدينة فاس على يد المولى إدريس الأول لتكون أول عاصمة إسلامية في المغرب الأقصى.

## وفيات
- أحمد السبتي هو أحد الزهاد والمتصوفة اسمه: أبو العباس أحمد الزاهد بن هارون الرشيد بن المهدي بن المنصور الهاشمي المعروف بالسبتي كان عبدا صالحا
- الفضل البرمكي